# Tre Inquisitori di Stato

Bocca di Leone per le denunce segrete.

Tre Inquisitori di Stato, Inquisitori di Stato, Inquisitori contro la propagazione del segreto o Supremo Tribunale erano una magistratura della Repubblica di Venezia affiancata al Consiglio dei Dieci e incaricata di sorvegliare sulla divulgazione del segreto di stato.

## Storia, funzioni e composizione degli Inquisitori
Inizialmente istituiti a più riprese in via straordinaria e temporanea dai Dieci, a partire dal 20 settembre 1539 gli Inquisitori divennero una stabile magistratura dello Stato veneziano.
Gli inquisitori erano tre e dotati degli stessi illimitati poteri del più noto Consiglio; da quest'ultimo venivano nominati e si distinguevano in:
- un Inquisitore rosso, scelto tra i sei Consiglieri Ducali in rappresentanza della Serenissima Signoria;
- e due Inquisitori neri, scelti tra i Decenviri.

Il loro voto concorde diveniva automatica e inappellabile sentenza che, quando non coperta da segreto, veniva pubblicamente resa nota al Maggior Consiglio, senza che questi potesse in alcun modo intervenire.
Le pratiche di giustizia segreta, secondo tradizione, sembra prevedessero l'annegamento notturno nelle acque della laguna, nei pressi del canale detto per questo dell'Orfano. 
L'avvio dei procedimenti, come già per i Dieci e per molte altre magistrature, spesso si avviava con la raccolta di denunce segrete tramite speciali cassette, dette Boche de Leon.